# История почты и почтовых марок Эсватини
История почты и почтовых марок Эсватини описывает развитие почтовой связи в Эсватини, государстве в Южной Африке, бывшем Свазиленде, со столицей в г. Мбабане.
Эсватини входит в число стран — участниц Всемирного почтового союза (ВПС; с 1969), а её нынешним национальным почтовым оператором является компания Swaziland Posts & Telecommunications Corporation.

## Выпуски почтовых марок
Первыми почтовыми марками Свазиленда стали марки Южно-Африканской Республики (Трансвааль) с надпечаткой, выпущенные 18 октября 1889 года.
Свазиленд стал протекторатом Южно-Африканской Республики в 1894 году, и здесь в обращении находились почтовые марки Южно-Африканской Республики.
В 1902 году Свазиленд стал британским протекторатом после Второй англо-бурской войны, и на его территории использовались почтовые марки колонии Трансвааль. С 1910 года в обращении были почтовые марки Южно-Африканского Союза. Почтовые марки Свазиленда снова были выпущены в 1933 году.
В 1967 году Свазиленд выпустил почтовые марки как самоуправляемое государство. Королевство получило независимость в 1968 году. 
С 2018 года на почтовых марках надпись англ. «Eswatini» («Эсватини»).